# Ophiorrhiza scabrella
Ophiorrhiza scabrella är en måreväxtart som beskrevs av Henry Nicholas Ridley. Ophiorrhiza scabrella ingår i släktet Ophiorrhiza och familjen måreväxter. Inga underarter finns listade i Catalogue of Life.